# The Purge
The Purge és una pel·lícula estatunidenca de l'any 2013 escrita i dirigida per James DeMonaco. És protagonitzada per Ethan Hawke, Lena Headey, Max Burkholder, Adelaide Kane, Edwin Hodge, Tony Oller, Rhys Wakefield i Arija Bareikis. S'ha subtitulat al català.
Malgrat haver rebut crítiques molt diverses, la pel·lícula va recaptar 89.328.627 de dòlars durant la seva carrera. D'aquesta manera, va superar amb escreix el seu pressupost de tres milions de dòlars. El 18 de juliol de 2014 es va estrenar a tot el món una seqüela de la pel·lícula, titulada The Purge: Anarchy. L'1 de juliol de 2016 es va estrenar la tercera part de la saga: The Purge: Election Year. El 4 de juliol de 2018 s'estrenà la quarta part de la saga: The First Purge. El 2 de juliol de 2021 se'n va estrenar la última pel·lícula fins al moment: The Forever Purge. Aquesta pel·lícula no està recomanada a menors de 12 anys.

## Argument
Tots els moviments polítics han estat tancats pel govern i el control està sota un estricte règim totalitari. No obstant això, la taxa de desocupació i la delinqüència s'ha reduït a només l'1% i l'economia és la més alta de tots els temps. Després de l'esmena constitucional número 28, ratificada el 2017, es crea la purga anual. La purga és un esdeveniment que té lloc cada any des de les 7:00 del 21 de març fins a les 7:00 del 22 de març. Durant aquest temps, tot crim conegut és legal, i tots els serveis (policia, bombers i hospitals) estan tancats. Es diu que actua com una catarsi per als ciutadans, però en realitat s'utilitza com a mètode artificial de control poblacional, mitjançant el qual les persones més pobres i sense llar són eliminades.
La purga només té dues regles: la primera és que durant el temps que duri, els funcionaris del govern de rang 10 o superior tenen immunitat total. La segona és que l'ús de les armes per sobre de la classe 4 (per exemple, armes de destrucció massiva) estan prohibides, la qual cosa significa que els dispositius destructius i materials explosius estan exclosos de la purga. Qualsevol persona que no respecti les regles de la purga serà executada.
Durant els dies anteriors a la purga, les persones que no volen participar-hi compren els articles necessaris per a protegir-se, com ara armes o sistemes de seguretat, i durant la purga s'atrinxeren a casa seva. Els edificis grans són, generalment, supervisats pel propietari, qui tanca l'edifici, les entrades i les sortides. Les cases residencials de classe alta i els districtes financers estan, en general, a resguard dels disturbis violents.

## Trama
Unes hores abans que comenci la purga anual, el venedor de sistemes de seguretat James Sandin torna a casa seva en una opulenta urbanització privada de Los Angeles per preparar-se per a la celebració de la nit amb la seva dona Mary i els seus dos fills, la Zoey i en Charlie. Abans que la família s'atrinxeri a casa amb el modern sistema de seguretat de l'empresa de James, pensant-se (tant ells com els seus veïns) que estan a resguard de tot el que està a punt de passar, la Zoey estava amb el seu xicot, en Henry, un noi més gran que no agrada al seu pare. Suposadament, en Henry havia de marxar abans que comencés la purga i que la família de la Zoey s'atrinxeri a casa. En James permet que el sistema de seguretat blindi la casa. La purga comença i la família es dispersa dins de casa per seguir amb la rutina.
La Zoey torna a la seva habitació, on es troba en Henry per sorpresa, ja que no s'han adonat que el noi s'havia colat a casa seva abans que s'activés el sistema de seguretat. En Henry planeja enfrontar-se a en James per amor mentre estan tancats a casa. Mentrestant, en Charlie mira els monitors de seguretat i veu un home ferit que demana ajuda i desactiva temporalment el sistema perquè el desconegut pugui entrar a casa. En James corre sense saber què passa quan es torna a activar el sistema. L'indigent aconsegueix entrar a casa. En James es dirigeix cap a la porta fins que veu el seu fill al costat de l'home desconegut. En Henry baixa les escales i intenta matar en James, però aquest reacciona ràpidament i aconsegueix disparar i ferir en Henry. Enmig del caos l'indigent desapareix i s'amaga en una altra zona de la casa. La Zoey porta en Henry a la seva habitació abans que mori i agafa la seva pistola mentre en James torna a portar a la Mary i a en Charlie a la sala de control de seguretat.
En James renya en Charlie. Després d'una estona són testimonis de com un grup de joves armats amb pistoles i emmascarats s'apropen a la casa. El seu líder es desemmascara i els adverteix a través de les càmeres que l'home que han refugiat a casa és el seu objectiu primordial per a la purga i si no els el lliuren a l'home en una hora, envairan la casa i els mataran a tots. El líder acaba de parlar i tallen la llum a la casa. En James es veu obligat a admetre que els sistemes de seguretat són vulnerables, dissuasius i no els protegiria contra una invasió contundent. Ell i la Mary van a buscar l'indigent amb la intenció de lliurar-lo al grup de joves. Mentrestant, Charlie usa una joguina amb control remot per trobar l'indigent i el porta fins a una habitació secreta perquè els seus pares no el trobin. La Zoey entra sense voler en aquesta habitació. Llavors l'indigent la pren com a ostatge perquè en James i la Mary no el lliurin. El matrimoni parla amb ell i aconsegueixen atrapar-lo. Al final s'adonen que estan actuant com els purgadors i decideixen no lliurar-lo.
El grup de joves adverteix que ha expirat el temps límit per retornar l'home, així que procedeixen a utilitzar un camió per a trencar el revestiment metàl·lic de la porta principal i entrar a casa. En James mata alguns dels joves abans que el líder l'ataqui. Quan la Mary està a punt de ser assassinada, els seus veïns, els Ferrin, van a ajudar-la i maten a la major part de la colla de joves. La Zoey aconsegueix matar el líder i en James mor dessagnat. Encara que la família Sandin s'alegra en un principi que els veïns els hagin salvat la vida, aquests els revelen que havien arribat fins allí per a matar-los, ja que estaven gelosos de la seva riquesa que havien amassat de la venda de sistemes de seguretat. De cop i volta apareix en Dwayne, l'indigent, i dispara un dels veïns abans que matin els Sandin i redueix a la resta. La Mary diu que en aquesta nit ja hi ha hagut moltes morts, així que decideix esperar en pau i en silenci que finalitzi la purga, juntament amb en Dwayne i els veïns.
Just abans que soni la sirena que dona fi a la purga, la Grace Ferrin, la veïna, intenta assassinar la Mary, agafant la seva arma que era a la taula. La Mary frustra l'intent i colpeja amb l'arma a la Grace a la cara i li agafa el cap colpejant-la contra la taula i trencant-li el nas. En acabar la purga, els veïns surten de casa juntament amb en Dwayne. La Mary, la Zoey i en Charlie veuen com els serveis d'emergència arriben a assistir als ferits i morts.
La pel·lícula acaba mostrant els crèdits de la pel·lícula amb els informes de notícies dient que aquesta purga ha estat la més reeixida, estimulant així la venda de més sistemes de seguretat i armes.

## Repartiment

### Sandins
- Ethan Hawke com a James Sandin
- Lena Headey com a Mary Sandin
- Adelaide Kane com a Zoey Sandin
- Max Burkholder com a Charlie Sandin

### Addicionals
- Edwin Hodge com a Dwayne: L'indigent
- Tony Oller com a Henry
- Arija Bareikis com a Grace Ferrin
- Dana Bunch com el Sr. Ferrin
- Chris Mulkey com el Sr. Halverson
- Tisha French com la Sra. Halverson
- Tom Yi com el Sr. Cali
- Peter Gvozdas com el Dr. Peter Buynak (veu)
- David Basila com a George (veu)
- Karen Strassman com la presentadora de notícies (veu)

### Purgadors
- Rhys Wakefield com a Purgador líder 1
- John Weselcouch com a Purgador 2
- Alicia Vetlla-Bailey com a Purgador 3
- Aaron Kuban com a Purgador 4
- Boima Blake com a Purgador 5
- Nathan Clarkson com a Purgador 6
- Chester Lockhart com a Purgador 7
- Tyler Osterkamp com a Purgador 8
- RJ Wolfe com a Purgador 9

## Llançament
La pel·lícula es va estrenar en el Festival de Cinema d'Stanley el 2 de maig de 2013 i estrenada als cinemes el 7 de juny de 2013 als Estats Units.

### Pel·lícula
The Purge va ser llançada en DVD i Blu-ray el 8 d'octubre de 2013.

## Recepció

### Recepció de la crítica
The Purge va rebre bastants crítiques negatives. La pàgina Rotten Tomatoes registra una qualificació de 38% basada en 131 crítiques, amb una mitjana ponderada de 5,1/10, amb el consens del lloc que diu "meitat al·legoria social, meitat thriller de violació de domicili, The Purge intenta utilitzar aquesta fórmula per fer una pel·lícula de suspens intel·ligent, però en última instància, només acaba enfonsant-se a adormir la violència i clixés cansats". La pel·lícula té una qualificació de 41 sobre 100 a Metacritic, basat en 33 crítics.
A io9, Charlie Jane Anders ho va descriure com "una regla política maldestra i poc plausible en forma de pel·lícula". Entertainment Weekly va donar a The Purge un B-, dient que "clarament té molt al cap, però mai aconsegueix realment expressar-ho."

### Taquilla
En el primer cap de setmana, The Purge va encapçalar la taquilla amb 16.800.000 dòlars en el dia d'obertura i 34,1 milions de dòlars a través de tot el cap de setmana. La pel·lícula ha recaptat 64.473.115 de dòlars als Estats Units i 89.328.627 dòlars a tot el món, amb un pressupost de producció de 3 milions de dòlars.

## Seqüela
A causa de l'èxit de la primera pel·lícula, Universal i Blumhouse van fer una seqüela de la pel·lícula titulada The Purge: Anarchy que va ser llançada mundialment el 18 de juliol de 2014. Edwin Hodge (Dwayne) va ser l'únic membre del repartiment que va repetir el seu paper.

## En altres mitjans
Al juliol de 2014, el grup teatral Upright Citizens va dur a terme una obra teatral titulada Seinfeld: The Purge, que parodiava tant Seinfeld i The Purge. L'obra, que va ser escrita per Justin Donaldson, es va centrar en el que cada personatge de Seinfeld faria durant una purga, tals com en George tractant de matar a en Joe Tempero i l'amic d'en George veient una pel·lícula de la sisena temporada de Seinfeld. El lloc web de notícies Horror Bloody Disgusting va parlar sobre el joc sobre els quatre cranis i ho va elogiar per la jugabilitat i trama.
A la sèrie animada de televisió Rick & Morty, es fa l'ullet a aquesta pel·lícula en l'episodi núm. 9 de la segona temporada (Look Who's Purging Now), on els protagonistes viatgen a un planeta el qual sofreix les mateixes conseqüències que es viuen en la pel·lícula original. A més, en aquest mateix capítol, els personatges fan referència explícita al nom del mateix film, seguint la mateixa trama.